# خطة فول الصويا
رواية (خطة فول الصويا (بالصينية: 大豆计划)) هي رواية صدرت عام 1990 للكاتب الصيني مو يان، الحائز على جائزة نوبل في الأدب عام 2012. تعد هذه الرواية واحدة من الأعمال الأدبية الهامة التي تعكس التغيرات الاجتماعية والاقتصادية التي شهدها الريف الصيني في أواخر القرن العشرين.
تدور أحداث الرواية في قرية ريفية صينية خلال فترة التحول الاقتصادي التي أعقبت تطبيق سياسة الإصلاح والانفتاح في الصين. من خلال سرد حياة الفلاحين اليومية، يعرض مو يان الصراعات الاجتماعية والثقافية بين القيم التقليدية والضغوط الحديثة التي فرضتها السياسات الحكومية، لا سيما في مجال الزراعة وإنتاج المحاصيل مثل فول الصويا. كما تستعرض الرواية التحديات التي تواجه الفلاحين في مواجهة الجشع، الفساد، والتحولات الاقتصادية التي تؤثر على نمط حياتهم.
تميزت الرواية بأسلوب مو يان الفريد، الذي يجمع بين الواقعية السحرية والوصف التفصيلي الدقيق للحياة الريفية، مما أتاح للقارئ فهمًا عميقًا للمجتمع الصيني في فترة حرجة من تاريخه. وتُعد خطة فول الصويا نموذجًا للرواية الصينية الحديثة التي تتناول موضوعات الهوية، الصراع الطبقي، والعلاقات الإنسانية في ظل التحولات الاقتصادية.
تلقى العمل إشادة واسعة من النقاد لما احتواه من تصوير حي لتحديات الفلاحين وتداعيات التغير الاجتماعي، كما ساهم في تعزيز مكانة مو يان كواحد من أبرز الأصوات الأدبية في الصين والعالم.
رواية خطة فول الصويا لمو يان ليست من الروايات التي تُقسم تقليديًا إلى أجزاء أو فصول منفصلة بشكل واضح كما في بعض الروايات الكبرى الأخرى. عادةً ما تُقدم الرواية كسرد متواصل يغطي أحداثها وتسلسلها الزمني بشكل متماسك.
لكن حسب بعض المصادر، الرواية تحتوي على عدة فصول أو أقسام قصيرة تتناول محطات مختلفة من حياة شخصياتها وقضايا الفلاحين، لكن عدد الأجزاء أو الفصول الدقيقة غير موثق بشكل واسع في المصادر المتاحة.

## الشخصيات الرئيسية:
المزارع بطل الرواية: الشخصية المحورية التي يركز السرد حول حياته وتجاربه في الزراعة والصراع مع الظروف السياسية والاجتماعية الصعبة. يرمز إلى الفلاح الصيني العادي الذي يكافح من أجل البقاء وسط التغيرات الجذرية.
زوجة المزارع: تلعب دوراً مهماً في دعم زوجها، وتظهر في الرواية كنموذج للمرأة الريفية الصينية التي تتحمل الكثير من الصعاب.

## شخصيات ثانوية:
قادة الحزب المحليون: يمثلون السلطة السياسية التي تفرض سيطرتها على المجتمع الريفي، ويظهرون أحيانًا بصورة قمعية تجاه الفلاحين.
الجيران والفلاحون الآخرون: يعكسون المجتمع الزراعي الذي يتفاعل مع الأحداث والتغيرات في الرواية، ويقدمون صورة عن التعاون والصراعات المحلية.
العاملون في الحقل: بعض الشخصيات التي تظهر في مواقف مختلفة تبرز الحياة اليومية للفلاحين وعلاقاتهم الاجتماعية.
تُركز الرواية على تصوير حياة هؤلاء الشخصيات ضمن السياق السياسي والاجتماعي الصعب لفترة الثورة الثقافية في الصين، مع إبراز تأثير السياسات على حياة الفلاحين والبنية الاجتماعية الريفية.